# Autostrada CT.09
L'autostrada CT.09, chiamata anche Autostrada Ninh Binh-Haiphong-Quang Ninh (in inglese Ninh Binh-Haiphong-Quang Ninh Expressway), è un'autostrada vietnamita. Collega la città di Haiphong con Hạ Long e la provincia di Quang Ninh. Il progetto prevede di estendere l'autostrada in entrambe le direzioni per raggiungere le cittadine di Ninh Bình (a sud) e Móng Cái (a nord).

## Tabella percorso
| Autostrada Haiphong-Quang Ninh |                                                    |      |      |            |
| Tipo                           | Indicazione                                        | ↓km↓ | ↑km↑ | Provincia  |
|                                | Autostrada Hanoi-Haiphong                          | 0,0  | ..   | Haiphong   |
|                                | Hoang Tan                                          | ..   | ..   | Quang Ninh |
|                                | Hạ Long - Uông Bí traghetti per la baia di Ha Long | ..   | ..   | Quang Ninh |
|                                | Cẩm Phả Ovest                                      | ..   | ..   | Quang Ninh |
|                                | Cẩm Phả Est                                        | ..   | ..   | Quang Ninh |
|                                | Cai Rong                                           | ..   | ..   | Quang Ninh |
|                                | Aeroporto Internazionale Van Don                   | ..   | ..   | Quang Ninh |
|                                | Cai Bau                                            | ..   | ..   | Quang Ninh |
|                                | Fine autostrada in esercizio                       | ..   | ..   | Quang Ninh |